# 松平定喬
松平 定喬（まつだいら さだたか）は、江戸時代中期の大名。伊予国松山藩の第6代藩主。定勝系久松松平家宗家7代。官位は従四位下・侍従。

## 生涯
正徳6年（1716年）6月9日、第5代藩主・松平定英の長男として誕生した。幼名は百助。母は島津綱貴の娘、お菟（正室・信解院殿、お栄とも、2代藩主松平定頼の曾孫）。享保15年（1730年）、従五位下・山城守に叙任。その3年後、父の死去により家督を継承。2カ月後、隠岐守に転任。
享保21年（1736年）、先祖陽光院殿（久松俊勝）の百五十回忌のため、三河国安楽寺で法要を営む。元文元年（1736年）、従四位下に昇る。延享4年（1747年）、桃園天皇立太子の賀詞のため、朝廷への御使に任ぜられ、侍従に叙任。京都へ至り桜町天皇に拝謁。宝暦6年（1756年）、初代定行以来100年間途絶えていた溜之間詰に任ぜられる。宝暦13年（1763年）、病に陥りまもなく危篤に陥り、弟・定功を養嗣とする。3月21日に江戸松山藩邸愛宕下上屋敷にて卒去。享年48。
法号は顕徳院殿従四位拾遺補闕前隠州順誉和光慈観大居士。遺骸は三田済海寺に土葬される。遺髪が松山大林寺へ送られ、法要が営まれる。これ以後、藩主は三田済海寺に土葬され、松山大林寺へは遺髪が送られることとなった。

## 系譜
- 父：松平定英（1696年 - 1733年）
- 母：お栄 - お菟、信解院殿、島津綱貴娘
- 婚約者：養姫 - 松平正容三女
- 正室：照 - 蓮寿院殿、佐竹義峯娘
- 生母不明の子女
  - 女子：鉄（1761年 - 1780年） - 鉄姫、柔輭院殿、松平定静の養女、松平定国正室
- 養子
  - 男子：松平定功